# Ellen Vogel
Pour les articles homonymes, voir Vogel.
Ellen Marie Elze Anthing Vogel ([ˈɛlə(m) maˈri ˈɛɫzə ˈɑntɪŋ ˈvoːɣəɫ]), née le 26 janvier 1922 à La Haye et morte le 5 août 2015 à Amsterdam, est une actrice néerlandaise, active à la télévision, au cinéma et au théâtre.

## Biographie
Ellen Vogel a été mariée avec l'acteur Hans Tobi avec lequel elle a eu un fils, Peter Paul. Elle a ensuite une relation avec le réalisateur Fons Rademakers de 1950 à 1955. En 1976, elle se remarie avec Jimmy Münninghoff qui décèdera en 2012.

## Filmographie partielle
- 1960 : Cette belle soirée... : Norah Leegher-Buwalda
- 1961 : Le Couteau (Het mes) de Fons Rademakers : Thomas
- 1969 : Monsieur Hawarden de Harry Kümel : Monsieur Hawarden / Meriora Gillibran
- 1983 : Brandende liefde : mademoiselle Bonnema
- 1985 : Paul Chevrolet en de ultieme hallucinatie : Elizabeth
- 1986 : Als in een roes... : Agatha van Avezaat
- 2001 : The Discovery of Heaven : la mère de Max
- 2002 : De tweeling de Ben Sombogaart : Lotte (adulte)
- 2005 : Masterclass